# Штарке, Манфред
Манфред Штарке (нем. Manfred Starke; 21 февраля 1991, Виндхук, Намибия) — намибийский футболист, атакующий полузащитник клуба «Мюнхен 1860» и сборной Намибии.

## Биография

### Происхождение
Родился 21 февраля 1991 года в столице Намибии Виндхуке. Его отец Ричард — намибийский немец, в молодости также был футболистом, а после тренером, работал в клубе «Виндхук». Мать Карла — голландка. У Манфреда есть младшая сестра Сандра, которая играет в футбол в женской Бундеслиге. Была членом юношеских сборных Германии.

### Клубная карьера
Заниматься футболом начал в Намибии в местном клубе «Виндхук». В возрасте 13 лет переехал в Германию, где начал играть за молодёжную команду «Ганзы». В 2006 году покинул клуб и перешёл в «Бентвиш», однако уже через год вернулся в «Ганзу». В сезоне 2009/10 выиграл с командой юношескую Бундеслигу. На взрослом уровне дебютировал в составе фарм-клуба «Ганзы» в 2010 году, отыграв весь матч против «Фюксе Берлин» в немецкой Оберлиге. 10 апреля 2012 года дебютировал за основную команду «Ганзы», выйдя на замену на 61-й минуте в матче Второй Бундеслиги с клубом «Энерги». По итогам сезона «Ганза» вылетела вылетела из второй лиги и следующие три сезона игрок выступал за неё в Третьей Бундеслиге. Летом 2015 года подписал контракт с другим клубом лиги «Карл Цейсс».
Летом 2019 года Манфред Штарке подписал двухлетний контракт с «Кайзерслаутерном».

### Карьера в сборной
Дебютировал за сборную Намибии 13 октября 2012 года в товарищеском матче со сборной Руанды. В 2013 году вновь был вызван в сборную на матчи отборочного турнира чемпионата мира 2014 против сборной Малави. Штарке принял участие в обоих матчах, однако сборная Намибии уступила с общим счётом 1:0.
Вернулся в сборную в июне 2019 года, 9 июня в рамках подготовки к Кубку африканских наций провёл товарищеский матч против сборной Ганы, в котором забил единственный гол. На самом турнире отыграл два стартовых матча группового этапа против Марокко и ЮАР, но в матче последнего тура остался на скамейке запасных. На турнире Намибия не набрала ни одного очка и вылетела с последнего места в группе.